# 코시치안군

비엘코폴스카주 지도에 표시된 코시치안군의 위치

코시치안군(폴란드어: powiat kościański)은 폴란드 비엘코폴스카주에 위치한 군으로 군청 소재지는 코시치안이며 면적은 722.53km2, 인구는 77,760명(2006년 기준), 인구 밀도는 110명/km2이다.
북쪽으로는 포즈난군, 동쪽으로는 시렘군, 남동쪽으로는 고스틴군, 남쪽으로는 레슈노군, 서쪽으로는 볼슈틴군, 북서쪽으로는 그로지스크군과 접한다. 5개 지방 자치체(1개 도시, 3개 도시형 농촌, 1개 농촌)를 관할한다.

군기
군 문장